# Raul Durão
Raul Durão (Lisboa, 9 de Setembro de 1942 — Lisboa, 8 de Outubro de 2007) foi um jornalista e apresentador de televisão português.

## Biografia
Raul Durão iniciou-se na rádio aos 19 anos, quando cumpria o serviço militar obrigatório na Guiné, como locutor da Rádio Nacional da Guiné. Terminada a comissão, regressa a Lisboa e inicia a sua carreira profissional na extinta Emissora Nacional, como locutor de rádio com apenas 20 anos, trabalhando ao lado de Alexandre Pais, atual diretor do ‘Record’ e dos já desaparecidos Pedro Moutinho, Maria Leonor, Dom João da Câmara e Fernando Pessa, de quem era amigo próximo. De seguida ingressou na RTP em 1971 através de concurso para aquisição de locutores e apresentadores, juntamente com Ana Zanatti, Maria Elisa, Fernanda Andrade, Eládio Clímaco e Fernando Balsinha. Começou a apresentar telejornais, magazines e espetáculos de variedades. Foi o jornalista que comunicou ao país a queda do Cessna que transportava Francisco Sá Carneiro e Adelino Amaro da Costa, em 4 de Dezembro de 1980, dando depois a informação da morte dos mesmos. Dias depois fez a cobertura do funeral do ex-Primeiro-ministro, um trabalho excecional e exemplar, em função da singularidade do momento.
Curiosamente, foi também ele que deu a notícia do desastre ferroviário de Alcafache em 1985.
A sua forma de trabalhar era cativante, dada a sua seriedade e serenidade. Era um profissional ímpar que marcou, de forma muito própria, os ecrãs televisivos, com o seu rosto emblemático, com a sua voz inconfundível e uma presença distinta. É um ícone da televisão portuguesa, especificamente da RTP. Realce para o facto de ter sido o mais jovem diretor de programas da história da televisão portuguesa, com apenas 36 anos.
Jornalismo à parte, ligou-se a empresas do sector imobiliário e comunicacional, nomeadamente na área dos eventos e promoções. Teve uma discoteca - de seu nome, Lido -, juntamente com José Manuel Trigo, que fez furor na década de 80.
Depois de 31 anos no canal público, Raul Durão reformou-se da RTP em 2002, mas pontualmente, desafiado pelo então diretor de programas da estação, Nuno Santos, que Durão lançou no programa de rádio "Musicomania", executava alguns trabalhos para a RTP e RTP África - cujo exemplo maior foi a transmissão em direto da transladação do corpo da Irmã Lúcia. Contudo, continuava com uma vida bastante cativo, visto que Durão não gostava de estar parado muito tempo. Dedicava, desta forma, mais tempo à educação e lazer do seu filho mais novo, Tomás (que joga futebol).
Morreu vítima de cancro em Lisboa fechando um ciclo para os 50 anos da RTP, que perdeu um rosto e voz familiar, sendo considerado por muitos como um dos maiores comunicadores que a televisão portuguesa desde a sua existência.
Durão tinha 4 filhos: do primeiro casamento, com Maria Pilar, nasceram Mónica Durão e Pedro Durão; do segundo matrimónio, com Manuela Justino nasceu Sofia Durão; do terceiro, com Fernanda Branco, nasceu Tomás Durão.

## Principais programas apresentados
- Telejornal
- Jornal da Uma
- Jornal da Meia-Noite
- Jornal das Dez
- Bom Dia Portugal
- Magazine Informativo
- Ponto por Ponto
- País, País
- Panorama
- Consultório - Programa semanal sobre saúde
- Latitudes